# Petit Le Mans 2014
Navigation
Édition précédente Édition suivante
La 17e édition du Petit Le Mans s'est déroulée le 3 octobre 2014. Il s'agissait de la dernière manche du championnat United SportsCar Championship 2014 et de la quatrième manche de la mini série Coupe d'Endurance d'Amérique du Nord (ou CAEN).

Cette édition des 6 Heures de Watkins Glen a été remportée par la Dallara Corvette DP no 10, pilotée par Ricky Taylor, Jordan Taylor et Max Angelelli, qui était partie en seconde position.

## Résultats
Voici le classement officiel au terme de la course.
- Les vainqueurs de chaque catégorie sont signalés par un fond jauni.
- Pour la colonne Pneus, il faut passer le curseur au-dessus du modèle pour connaître le manufacturier de pneumatiques.

| Pos    | Cat  | Pc | n°  | Équipe                                   | Pilotes                                                   | Châssis                                  | Pneus | Tours |
| Pos    | Cat  | Pc | n°  | Équipe                                   | Pilotes                                                   | Moteur                                   | Pneus | Tours |
| ------ | ---- | -- | --- | ---------------------------------------- | --------------------------------------------------------- | ---------------------------------------- | ----- | ----- |
| 1      | P    | 1  | 10  | Wayne Taylor Racing                      | Ricky Taylor Jordan Taylor Max Angelelli                  | Dallara Corvette DP                      | C     | 400   |
| 1      | P    | 1  | 10  | Wayne Taylor Racing                      | Ricky Taylor Jordan Taylor Max Angelelli                  | Chevrolet LS9 5.5 L V8                   | C     | 400   |
| 2      | P    | 2  | 5   | Action Express Racing                    | João Barbosa Christian Fittipaldi Sébastien Bourdais      | Coyote (en) Corvette DP                  | C     | 400   |
| 2      | P    | 2  | 5   | Action Express Racing                    | João Barbosa Christian Fittipaldi Sébastien Bourdais      | Chevrolet LS9 5.5 L V8                   | C     | 400   |
| 3      | P    | 3  | 01  | Chip Ganassi Racing with Felix Sabates   | Scott Pruett Memo Rojas Scott Dixon                       | Riley Mk XXVI DP                         | C     | 399   |
| 3      | P    | 3  | 01  | Chip Ganassi Racing with Felix Sabates   | Scott Pruett Memo Rojas Scott Dixon                       | Ford EcoBoost 3.5 L V6 Turbo             | C     | 399   |
| 4      | P    | 4  | 0   | DeltaWing Racing Cars                    | Andy Meyrick Katherine Legge Gabby Chaves                 | DeltaWing DWC13                          | C     | 395   |
| 4      | P    | 4  | 0   | DeltaWing Racing Cars                    | Andy Meyrick Katherine Legge Gabby Chaves                 | Élan 1.9 L I4 Turbo                      | C     | 395   |
| 5      | PC   | 1  | 8   | Starworks Motorsport                     | Renger van der Zande Mirco Schultis Alex Popow            | Oreca FLM09                              | C     | 395   |
| 5      | PC   | 1  | 8   | Starworks Motorsport                     | Renger van der Zande Mirco Schultis Alex Popow            | Chevrolet 6.2 L V8                       | C     | 395   |
| 6      | PC   | 2  | 54  | CORE Autosport                           | Jonathan Bennett Colin Braun James Gue                    | Oreca FLM09                              | C     | 395   |
| 6      | PC   | 2  | 54  | CORE Autosport                           | Jonathan Bennett Colin Braun James Gue                    | Chevrolet 6.2 L V8                       | C     | 395   |
| 7      | PC   | 3  | 52  | PR1/Mathiasen Motorsports                | Gunnar Jeannette Frankie Montecalvo                       | Oreca FLM09                              | C     | 395   |
| 7      | PC   | 3  | 52  | PR1/Mathiasen Motorsports                | Gunnar Jeannette Frankie Montecalvo                       | Chevrolet 6.2 L V8                       | C     | 395   |
| 8      | PC   | 4  | 08  | RSR Racing                               | Jack Hawksworth Chris Cumming Rusty Mitchell (en)         | Oreca FLM09                              | C     | 394   |
| 8      | PC   | 4  | 08  | RSR Racing                               | Jack Hawksworth Chris Cumming Rusty Mitchell (en)         | Chevrolet 6.2 L V8                       | C     | 394   |
| 9      | GTLM | 1  | 17  | Team Falken Tire                         | Bryan Sellers Wolf Henzler Marco Holzer                   | Porsche 911 RSR                          | F     | 391   |
| 9      | GTLM | 1  | 17  | Team Falken Tire                         | Bryan Sellers Wolf Henzler Marco Holzer                   | Porsche 4.0 L Flat-6                     | F     | 391   |
| 10     | GTLM | 2  | 912 | Porsche North America                    | Patrick Long Michael Christensen Earl Bamber              | Porsche 911 RSR                          | M     | 391   |
| 10     | GTLM | 2  | 912 | Porsche North America                    | Patrick Long Michael Christensen Earl Bamber              | Porsche 4.0 L Flat-6                     | M     | 391   |
| 11     | GTLM | 3  | 91  | SRT Motorsports                          | Kuno Wittmer Marc Goossens Ryan Hunter-Reay               | Dodge Viper GT3-R                        | M     | 391   |
| 11     | GTLM | 3  | 91  | SRT Motorsports                          | Kuno Wittmer Marc Goossens Ryan Hunter-Reay               | SRT 8.0 L V10                            | M     | 391   |
| 12     | GTLM | 4  | 4   | Corvette Racing                          | Tommy Milner Oliver Gavin Ryan Briscoe                    | Chevrolet Corvette C7.R                  | M     | 391   |
| 12     | GTLM | 4  | 4   | Corvette Racing                          | Tommy Milner Oliver Gavin Ryan Briscoe                    | Chevrolet LT5.5 5.5 L V8                 | M     | 391   |
| 13     | GTLM | 5  | 911 | Porsche North America                    | Nick Tandy Jörg Bergmeister Patrick Pilet                 | Porsche 911 RSR                          | M     | 390   |
| 13     | GTLM | 5  | 911 | Porsche North America                    | Nick Tandy Jörg Bergmeister Patrick Pilet                 | Porsche 4.0 L Flat-6                     | M     | 390   |
| 14     | GTLM | 6  | 93  | SRT Motorsports                          | Jonathan Bomarito Dominik Farnbacher Rob Bell             | Dodge Viper GT3-R                        | M     | 389   |
| 14     | GTLM | 6  | 93  | SRT Motorsports                          | Jonathan Bomarito Dominik Farnbacher Rob Bell             | SRT 8.0 L V10                            | M     | 389   |
| 15     | P    | 5  | 31  | Marsh Racing (en)                        | Eric Curran Boris Said Max Papis                          | Coyote (en) Corvette DP                  | C     | 388   |
| 15     | P    | 5  | 31  | Marsh Racing (en)                        | Eric Curran Boris Said Max Papis                          | Chevrolet LS9 5.5 L V8                   | C     | 388   |
| 16     | GTLM | 7  | 56  | BMW Team RLL                             | John Edwards Dirk Müller Dirk Werner                      | BMW Z4 GTE (en)                          | M     | 388   |
| 16     | GTLM | 7  | 56  | BMW Team RLL                             | John Edwards Dirk Müller Dirk Werner                      | BMW 4.4 L V8                             | M     | 388   |
| 17     | GTLM | 3  | 8   | Corvette Racing                          | Jan Magnussen Antonio García Ryan Briscoe                 | Chevrolet Corvette C7.R                  | M     | 388   |
| 17     | GTLM | 3  | 8   | Corvette Racing                          | Jan Magnussen Antonio García Ryan Briscoe                 | Chevrolet LT5.5 5.5 L V8                 | M     | 388   |
| 18     | PC   | 7  | 5   | Starworks Motorsport                     | Martin Fuentes John Martin Adam Merzon                    | Oreca FLM09                              | C     | 385   |
| 18     | PC   | 7  | 5   | Starworks Motorsport                     | Martin Fuentes John Martin Adam Merzon                    | Chevrolet 6.2 L V8                       | C     | 385   |
| 19     | PC   | 6  | 85  | JDC Miller Motorsports                   | Chris Miller Stephen Simpson Misha Goikhberg              | Oreca FLM09                              | C     | 384   |
| 19     | PC   | 6  | 85  | JDC Miller Motorsports                   | Chris Miller Stephen Simpson Misha Goikhberg              | Chevrolet 6.2 L V8                       | C     | 384   |
| 20     | PC   | 25 | 7   | 8Star Motorsports                        | Sean Rayhall Tom Kimber-Smith Eric Lux                    | Oreca FLM09                              | C     | 383   |
| 20     | PC   | 25 | 7   | 8Star Motorsports                        | Sean Rayhall Tom Kimber-Smith Eric Lux                    | Chevrolet 6.2 L V8                       | C     | 383   |
| 21     | GTLM | 9  | 57  | Krohn Racing                             | Tracy Krohn Niclas Jönsson Andrea Bertolini               | Ferrari 458 Italia GT2                   | M     | 383   |
| 21     | GTLM | 9  | 57  | Krohn Racing                             | Tracy Krohn Niclas Jönsson Andrea Bertolini               | Ferrari 4.5 L V8                         | M     | 383   |
| 22     | P    | 6  | 60  | Michael Shank Racing with Curb/Agajanian | John Pew (en) Oswaldo Negri Jr.                           | Riley Mk XXVI DP                         | C     | 383   |
| 22     | P    | 6  | 60  | Michael Shank Racing with Curb/Agajanian | John Pew (en) Oswaldo Negri Jr.                           | Ford EcoBoost 3.5 L V6 Turbo             | C     | 383   |
| 23     | P    | 1  | 90  | Spirit of Daytona Racing                 | Michael Valiante Richard Westbrook Mike Rockenfeller      | Coyote (en) Corvette DP                  | C     | 381   |
| 23     | P    | 1  | 90  | Spirit of Daytona Racing                 | Michael Valiante Richard Westbrook Mike Rockenfeller      | Chevrolet LS9 5.5 L V8                   | C     | 381   |
| 24     | GTD  | 1  | 48  | Paul Miller Racing                       | Bryce Miller Matt Bell Christopher Haase                  | Audi R8 LMS                              | C     | 376   |
| 24     | GTD  | 1  | 48  | Paul Miller Racing                       | Bryce Miller Matt Bell Christopher Haase                  | Audi 5.2 L V10                           | C     | 376   |
| 25     | GTD  | 2  | 58  | Snow Racing                              | Jan Heylen Madison Snow Patrick Dempsey                   | Porsche 911 GT America                   | C     | 376   |
| 25     | GTD  | 2  | 58  | Snow Racing                              | Jan Heylen Madison Snow Patrick Dempsey                   | Porsche 4.0 L Flat-6                     | C     | 376   |
| 26     | GTD  | 3  | 44  | Magnus Racing                            | Andy Lally John Potter Marco Seefried                     | Porsche 911 GT America                   | C     | 376   |
| 26     | GTD  | 3  | 44  | Magnus Racing                            | Andy Lally John Potter Marco Seefried                     | Porsche 4.0 L Flat-6                     | C     | 376   |
| 27     | GTD  | 4  | 94  | Turner Motorsport                        | Dane Cameron Markus Palttala Christoffer Nygaard          | BMW Z4 GT3                               | C     | 376   |
| 27     | GTD  | 4  | 94  | Turner Motorsport                        | Dane Cameron Markus Palttala Christoffer Nygaard          | BMW 4.4 L V8                             | C     | 376   |
| 28     | GTD  | 5  | 23  | Team Seattle/Alex Job Racing             | Ian James Mario Farnbacher Alex Riberas                   | Porsche 911 GT America                   | C     | 375   |
| 28     | GTD  | 5  | 23  | Team Seattle/Alex Job Racing             | Ian James Mario Farnbacher Alex Riberas                   | Porsche 4.0 L Flat-6                     | C     | 375   |
| 29     | GTD  | 6  | 51  | Spirit of Race                           | Pasin Lathouras Matt Griffin Michele Rugolo               | Ferrari 458 Italia GT3                   | C     | 375   |
| 29     | GTD  | 6  | 51  | Spirit of Race                           | Pasin Lathouras Matt Griffin Michele Rugolo               | Ferrari 4.5 L V8                         | C     | 375   |
| 30     | PC   | 8  | 87  | BAR1 Motorsports                         | Martin Plowman Marc Drumwright Tomy Drissi                | Oreca FLM09                              | C     | 375   |
| 30     | PC   | 8  | 87  | BAR1 Motorsports                         | Martin Plowman Marc Drumwright Tomy Drissi                | Chevrolet 6.2 L V8                       | C     | 375   |
| 31     | GTD  | 7  | 555 | AIM Autosport                            | Bill Sweedler Townsend Bell Conrad Grunewald              | Ferrari 458 Italia GT3                   | C     | 375   |
| 31     | GTD  | 7  | 555 | AIM Autosport                            | Bill Sweedler Townsend Bell Conrad Grunewald              | Ferrari 4.5 L V8                         | C     | 375   |
| 32     | GTD  | 8  | 22  | Alex Job Racing                          | Cooper MacNeil Leh Keen Craig Stanton (en)                | Porsche 911 GT America                   | C     | 375   |
| 32     | GTD  | 8  | 22  | Alex Job Racing                          | Cooper MacNeil Leh Keen Craig Stanton (en)                | Porsche 4.0 L Flat-6                     | C     | 375   |
| 33     | GTD  | 9  | 63  | Scuderia Corsa                           | Jeff Westphal Alessandro Balzan Brandon Davis             | Ferrari 458 Italia GT3                   | C     | 373   |
| 33     | GTD  | 9  | 63  | Scuderia Corsa                           | Jeff Westphal Alessandro Balzan Brandon Davis             | Ferrari 4.5 L V8                         | C     | 373   |
| 34     | GTD  | 10 | 007 | TRG-AMR                                  | James Davidson Christina Nielsen David Block              | Aston Martin V12 Vantage GT3             | C     | 373   |
| 34     | GTD  | 10 | 007 | TRG-AMR                                  | James Davidson Christina Nielsen David Block              | Aston Martin 6.0 L V12                   | C     | 373   |
| 35     | GTD  | 11 | 81  | GB Autosport                             | Ben Barker Damien Faulkner Philipp Eng                    | Porsche 911 GT America                   | C     | 367   |
| 35     | GTD  | 11 | 81  | GB Autosport                             | Ben Barker Damien Faulkner Philipp Eng                    | Porsche 4.0 L Flat-6                     | C     | 367   |
| 36     | GTD  | 12 | 35  | Flying Lizard Motorsports                | Seth Neiman Dion von Moltke Alessandro Latif (en)         | Audi R8 LMS                              | C     | 366   |
| 36     | GTD  | 12 | 35  | Flying Lizard Motorsports                | Seth Neiman Dion von Moltke Alessandro Latif (en)         | Audi 5.2 L V10                           | C     | 366   |
| 37     | GTD  | 13 | 71  | Park Place Motorsports                   | Kévin Estre Patrick Lindsey Norbert Siedler (en)          | Porsche 911 GT America                   | C     | 346   |
| 37     | GTD  | 13 | 71  | Park Place Motorsports                   | Kévin Estre Patrick Lindsey Norbert Siedler (en)          | Porsche 4.0 L Flat-6                     | C     | 346   |
| 38 Abd | PC   | 9  | 09  | RSR Racing                               | Duncan Ende (en) Bruno Junqueira David Heinemeier Hansson | Oreca FLM09                              | C     | 283   |
| 38 Abd | PC   | 9  | 09  | RSR Racing                               | Duncan Ende (en) Bruno Junqueira David Heinemeier Hansson | Chevrolet 6.2 L V8                       | C     | 283   |
| 39     | GTD  | 14 | 45  | Flying Lizard Motorsports                | Nelson Canache Jr. Spencer Pumpelly Andrew Palmer (en)    | Audi R8 LMS                              | C     | 266   |
| 39     | GTD  | 14 | 45  | Flying Lizard Motorsports                | Nelson Canache Jr. Spencer Pumpelly Andrew Palmer (en)    | Audi 5.2 L V10                           | C     | 266   |
| 40 Abd | P    | 8  | 70  | Speedsource                              | Sylvain Tremblay Tom Long Ben Devlin                      | Mazda Prototype                          | C     | 255   |
| 40 Abd | P    | 8  | 70  | Speedsource                              | Sylvain Tremblay Tom Long Ben Devlin                      | Mazda Skyactiv-D 2.2 L I4 Turbo (Diesel) | C     | 255   |
| 41     | GTD  | 15 | 19  | Mühlner Motorsports America              | Mark Kvamme Daniel Lloyd (en) Larry Pegram (en)           | Porsche 911 GT America                   | C     | 225   |
| 41     | GTD  | 15 | 19  | Mühlner Motorsports America              | Mark Kvamme Daniel Lloyd (en) Larry Pegram (en)           | Porsche 4.0 L Flat-6                     | C     | 225   |
| 42 Abd | P    | 9  | 42  | Oak Racing                               | Gustavo Yacamán Alex Brundle Ho-Pin Tung                  | Ligier JS P2                             | C     | 187   |
| 42 Abd | P    | 9  | 42  | Oak Racing                               | Gustavo Yacamán Alex Brundle Ho-Pin Tung                  | Honda HR28TT 2.8 L V6 Turbo              | C     | 187   |
| 43 Abd | GTD  | 16 | 49  | Spirit of Race                           | Piergiuseppe Perazzini Marco Cioci Eddie Cheever III (en) | Ferrari 458 Italia GT3                   | C     | 181   |
| 43 Abd | GTD  | 16 | 49  | Spirit of Race                           | Piergiuseppe Perazzini Marco Cioci Eddie Cheever III (en) | Ferrari 4.5 L V8                         | C     | 181   |
| 11 Abd | PC   | 10 | 38  | Performance Tech Motorsports             | David Ostella (en) James French Jerome Mee                | Oreca FLM09                              | C     | 171   |
| 11 Abd | PC   | 10 | 38  | Performance Tech Motorsports             | David Ostella (en) James French Jerome Mee                | Chevrolet 6.2 L V8                       | C     | 171   |
| 45 Abd | GTD  | 17 | 33  | Riley Motorsports                        | Jeroen Bleekemolen Sebastiaan Bleekemolen Ben Keating     | Dodge Viper GT3-R                        | C     | 166   |
| 45 Abd | GTD  | 17 | 33  | Riley Motorsports                        | Jeroen Bleekemolen Sebastiaan Bleekemolen Ben Keating     | SRT 8.0 L V10                            | C     | 166   |
| 46 Abd | P    | 10 | 9   | Action Express Racing                    | Brian Frisselle Burt Frisselle Jon Fogarty                | Coyote (en) Corvette DP                  | C     | 134   |
| 46 Abd | P    | 10 | 9   | Action Express Racing                    | Brian Frisselle Burt Frisselle Jon Fogarty                | Chevrolet LS9 5.5 L V8                   | C     | 134   |
| 47 Abd | PC   | 11 | 88  | BAR1 Motorsports                         | Tom Papadopoulos Johnny Mowlem David Cheng                | Oreca FLM09                              | C     | 108   |
| 47 Abd | PC   | 11 | 88  | BAR1 Motorsports                         | Tom Papadopoulos Johnny Mowlem David Cheng                | Chevrolet 6.2 L V8                       | C     | 108   |
| 48 Abd | GTLM | 10 | 55  | BMW Team RLL                             | Bill Auberlen Joey Hand Andy Priaulx                      | BMW Z4 GTE (en)                          | M     | 99    |
| 48 Abd | GTLM | 10 | 55  | BMW Team RLL                             | Bill Auberlen Joey Hand Andy Priaulx                      | BMW 4.4 L V8                             | M     | 99    |
| 49 Abd | GTD  | 18 | 27  | Dempsey Racing                           | Patrick Dempsey Joe Foster Andrew Davis                   | Porsche 911 GT America                   | C     | 99    |
| 49 Abd | GTD  | 18 | 27  | Dempsey Racing                           | Patrick Dempsey Joe Foster Andrew Davis                   | Porsche 4.0 L Flat-6                     | C     | 99    |
| 50 Abd | GTLM | 11 | 62  | Risi Competizione                        | Giancarlo Fisichella Pierre Kaffer Olivier Beretta        | Ferrari 458 Italia GT2                   | M     | 95    |
| 50 Abd | GTLM | 11 | 62  | Risi Competizione                        | Giancarlo Fisichella Pierre Kaffer Olivier Beretta        | Ferrari 4.5 L V8                         | M     | 95    |
| 51 Abd | P    | 11 | 07  | Speedsource                              | Tristan Nunez Joel Miller Tristan Vautier                 | Mazda Prototype                          | C     | 47    |
| 51 Abd | P    | 11 | 07  | Speedsource                              | Tristan Nunez Joel Miller Tristan Vautier                 | Mazda Skyactiv-D 2.2 L I4 Turbo (Diesel) | C     | 47    |
| 52 Np  | GTD  | 19 | 18  | Mühlner Motorsports America              | Np                                                        | Porsche 911 GT America                   | C     | 0     |
| 52 Np  | GTD  | 19 | 18  | Mühlner Motorsports America              | Np                                                        | Porsche 4.0 L Flat-6                     | C     | 0     |
| 53 Np  | GTD  | 20 | 30  | MOMO NGT Motorsport                      | Np                                                        | Porsche 911 GT America                   | C     | 0     |
| 53 Np  | GTD  | 20 | 30  | MOMO NGT Motorsport                      | Np                                                        | Porsche 4.0 L Flat-6                     | C     | 0     |
| 54 Np  | GTD  | 21 | 71  | Park Place Motorsports                   | Np                                                        | Porsche 911 GT America                   | C     | 0     |
| 54 Np  | GTD  | 21 | 71  | Park Place Motorsports                   | Np                                                        | Porsche 4.0 L Flat-6                     | C     | 0     |